# Mas Guimbau
Mas Guimbau és un dels tres nuclis del barri de les Planes, juntament amb el de Can Rectoret  i el de Mas Sauró, dins del Parc Natural de Collserola, al districte de Sarrià - Sant Gervasi de Barcelona. Està situat a la part nord de Vallvidrera, on la vall s'obre i la riera forma àmplies esplanades.

## Història
La urbanització té l'origen el 1900, quan Amàlia Pla i Miró, muller d'Antoni Solé i Molons va comprar una part de l'heretat de Joan Planas Cuyàs. El mas Guimbau havia estat enrunat a causa de la Guerra del Francès, a principis del segle XIX. Entre 1901 i 1902, la família Solé i Pla vengué part de la propietat al matrimoni format per Caterina Muntané i Wifred Ventura, que es van construir una casa, primer d'estiueig, però a partir de 1916, amb l'arribada del tren, Can Solé es convertí en residència permanent. Cap el 1920 van obrir l'explotació de l'aigua carbonatada de la font de Mas Guimbau, que portaven a vendre a Barcelona. La família Ventura Muntané construí dues cases arran del camí de Mas Guimbau a Vallvidrera: Torre Bruguera i Can Ventura. Aquesta darrera va ser el restaurant les Planes.

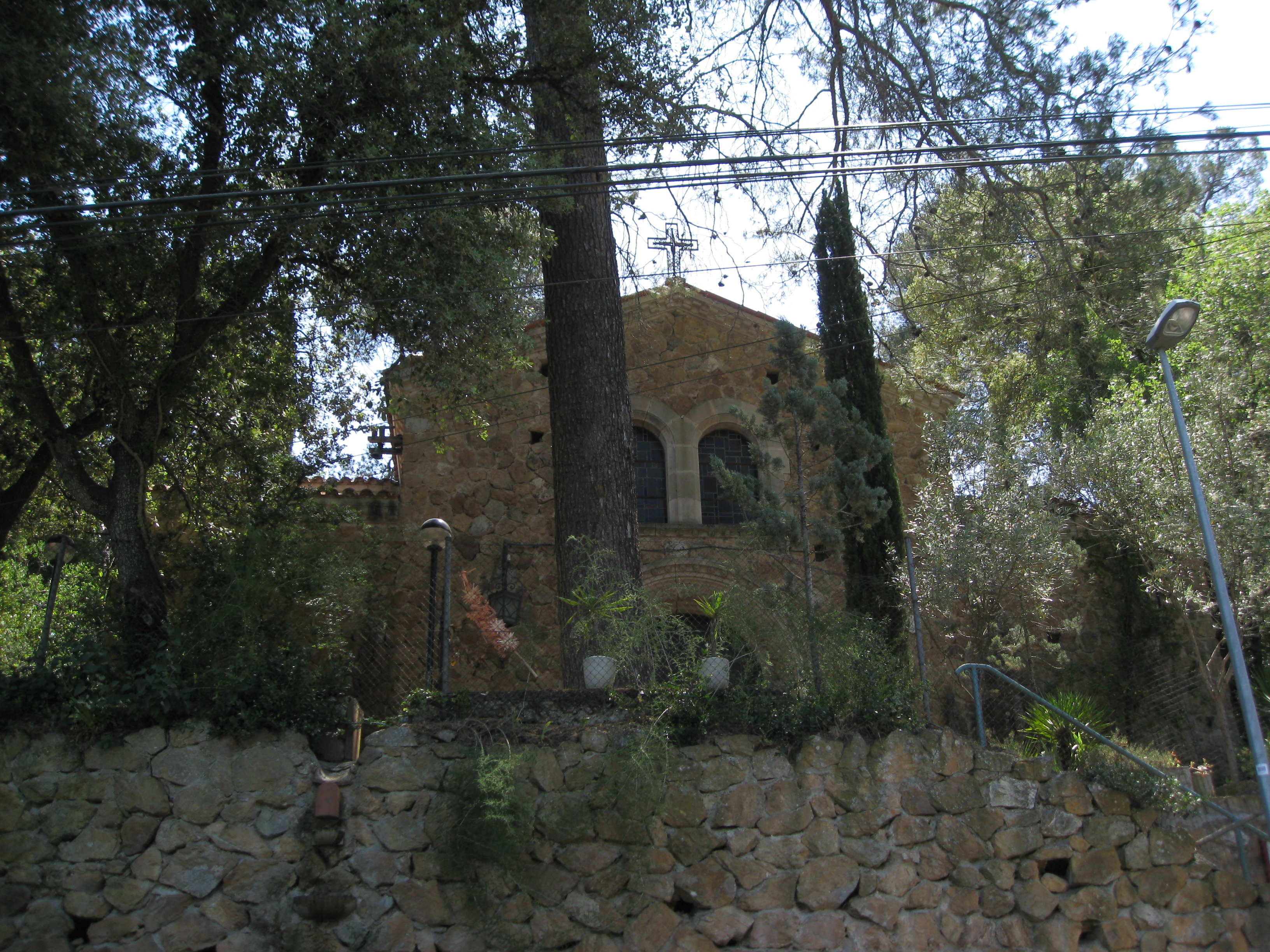
Santuari de la Mare de Déu de la Salut

## Santuari de la Mare de Déu de la Salut
Dins del barri hi ha el Santuari de la Mare de Déu de la Salut, al camí de Mas Guimbau, 29. És una església neoromànica, obra de l'arquitecte Enric Sagnier, començada a construir el 1927, amb l'esforç dels veïns, amb pedra de la pedrera de Can Castellví, a Collserola. A l'absis hi ha frescos d'àngels pintats per Carles Llobet el 1948.

## Festa Major
L'Associació de Veïns i Propietaris de Mas Guimbau - Can Castellví de les Planes organitza cada setembre la festa major del barri.